# Robert Taylor (australský herec)
Robert John Taylor (* 7. července 1963 Melbourne) je australský herec, který se objevil v mnoha filmech a televizních seriálech v Austrálii, Spojeném království a Spojených státech. Proslavil se rolí šerifa Walta Longmira v televizním seriálu Drsný šerif od stanice A&E a Netflix. Ve filmu si zahrál např. Agenta Jonese v Matrixu (1999).

## Životopis
Taylor se narodil v roce 1963 v Melbourne v Austrálii. Jeho rodiče se rozešli když mu bylo devět, poté se přestěhoval do hornického města v Západní Austrálii ke své tetě a strýci. Jako teenager pracoval jako horník a později jako plavčík nebo vyhazovač. Třikrát šel studovat na univerzitu.
Když mu bylo dvacet, jel pracovat na ropnou plošinu v Indickém oceánu. Jeho loď se srazila s jinou lodí a potopila se u západního pobřeží Austrálie, ale Taylorovi a dvou členům posádky se podařilo zachránit na člunu. Taylor utrpěl zlomeninu ruky a žeber a zatímco se zotavoval v nemocnici, uviděl reklamu na konkurz do herecké školy v Perthu na Západoaustralské akademii múzických umění (Western Australian Academy of Performing Arts). Do školy ho přijali když mu bylo 24 let.

### Kariéra
Taylor začal s profesionálním herectvím v roce 1988 poté co dokončil hereckou školu. Jeho první rolí byla postava Nicholase Walshe v televizní mýdlové opeře Home and Away v roce 1989. Jeho první hlavní role byla v australské mini sérii Federální policie z roku 1993, kde hrál postavu Davida Griffina. Poté se objevil v různých vedlejších epizodních v televizních filmech v Austrálii např. v Blue Heelers a Ranaři, kde byl často obsazován do rolí policistů.
Taylorův průlom do Hollywoodu přišel, když byl obsazen do role Agenta Jonese v trháku Matrix z roku 1999. V roce 2000 se objevil o boku Chrise O'Donnella v akčním thrilleru Vertical Limit. Dále se objevil ve filmech Dokonalá loupež (2002), Storm Warning (2007), Krokodýl: Návrat do krvavé laguny (2007) a Coffin Rock (2009).
V roce 2000 přijal roli otce Vincenta Sheehana v britském televizním seriálu Ballykissangel. V televizních rolích se objevil také v MDA (2002), Satisfaction (2010), Cops L.A.C. (2010) a Killing Time (2011). V roce 2011 byl obsazen do hlavní role v americkém kriminálním seriálu Drsný šerif od stanice A&E. Seriál se po třetí sérii přesunul na Netflix a byl obnoven až do šesté série, jejíž finále bylo odvysíláno v roce 2017.

## Osobní život
Taylor je ženatý s producentkou Ayishou Davies, kterou si vzal 12. července 2017. Společně mají dceru Scarlet. Podílí se na financování farmářského trhu a komunitní zahrady s názvem Veg Out v St Kilda na předměstí Melbourne.

## Filmografie

### Film
| Rok  | Titul                  | Role                       |             |
| ---- | ---------------------- | -------------------------- | ----------- |
| 1997 | Phage                  | Calhoun                    |             |
| 1999 | Matrix                 | Agent Jones                |             |
| 2000 | Muggers                | Detektiv konstábl Porter   |             |
| 2000 | Vertical Limit         | Skip Taylor                |             |
| 2000 | After the Rain         | Jack Behring               |             |
| 2002 | Dokonalá loupež        | Frank Malone               |             |
| 2003 | Ned Kelly              | Sherritt Trooper           |             |
| 2003 | Roundabout             | Policista                  | krátký film |
| 2007 | Storm Warning          | Rob                        |             |
| 2007 | Rogue                  | Everett Kennedy            |             |
| 2007 | The Bloody Sweet Hit   | Lindsay                    | krátký film |
| 2008 | Nekonečný víkend       | barman                     |             |
| 2009 | Coffin Rock            | Rob Willis                 |             |
| 2012 | The Balibo Night       | Vojín Benjamin Cook (hlas) | krátký film |
| 2014 | Healing                | Vander                     |             |
| 2014 | Turkey Shoot           | Ramrod                     |             |
| 2014 | The Menkoff Method     | Clive Struthers            |             |
| 2015 | Focus                  | McEwen                     |             |
| 2015 | Downriver              | Wayne                      |             |
| 2015 | What Lola Wants        | Jed                        |             |
| 2017 | Kong: Skull Island     | kapitán lodi               |             |
| 2017 | Don't Tell             | Robert Brewster            |             |
| 2018 | MEG: Monstrum z hlubin | Dr. Heller                 |             |
| 2019 | Blood Vessel           |                            |             |
| 2019 | Into the Ashes         | Frank Parson               |             |
| 2022 | Stále jsme tady        | Riley                      |             |

### Televize
| Rok       | Titul                                        | Role                              | |
| --------- | -------------------------------------------- | --------------------------------- | --- |
| 1988      | The Flying Doctors                           | Lachlan McGregor                  | série 3, epizoda 15: „Clapped Out” |
| 1988      | Reed Down Under                              | King                              | TV film |
| 1988      | Honba za xenomorfem                          | První policista                   | |
| 1988      | Čistící stroj                                | Konstábl Ron Healy                | TV film |
| 1988      | The Rocks                                    | Konstábl Gottlieb                 | TV film |
| 1989      | Bratrstvo růže                               | Pollux                            | |
| 1989      | Home and Away                                | Nicholas Walsh                    | 20 epizod |
| 1990      | Yellowthread Street                          | Detektive Peter Marenta           | 7 epizod |
| 1990      | Novinář                                      | Johnny Coates                     | |
| 1992      | Steel Justice                                | Detektiv poručík David Nash       | TV film |
| 1993–1996 | Federální policie                            | David Griffin                     | TV seriál, hlavní role |
| 1995      | The Last Bullet                              | Sergeant Caldwell                 | TV film |
| 1996      | Mrazivé příběhy                              | Peter                             | série 1, epizoda 12: „A Sure Thing” |
| 1996      | Flipper                                      |                                   | série 1, epizoda 11: „Fish Out of Water” |
| 1996      | Ptáci v trní: Léta odloučení                 | Jack Cleary                       | TV film |
| 1998      | Good Guys, Bad Guys                          | Andrew Costello                   | série 2, epizoda 12: „Blood is Thicker Than Walter”                                                                                            |
| 1999      | Wildside                                     | Clayton Clark                     | série 2, epizoda 8 |
| 1999      | Blue Heelers                                 | Detektiv Barry Craig              | série 6, epizoda 10: „Dirty Money” série 6, epizoda 12: „Web of Lies”                                                                          |
| 1999      | Ranaři                                       | Detektiv seržant Mick Foley       | série 1, epizoda 20: „Proving Ground” série 1, epizoda 21: „Cast Off” série 1, epizoda 22: „Dead Man's Throw” série 2, epizoda 8: „White Lies” |
| 1999      | Prezidentova dcera                           | Mason                             | TV film |
| 2001      | Ballykissangel                               | Otec Vincent Sheehan              | 8 epizod |
| 2002      | MDA                                          | Paul Bennett                      | 8 epizod |
| 2004      | Životní příběh Natalie Woodové               | Nicholas Ray                      | TV film |
| 2005      | Herkules                                     | Chiron                            | |
| 2008      | City Homicide                                | Kevin Steele                      | série 2, epizoda 12: „Spoils of War” |
| 2010      | Satisfaction                                 | John McCoy                        | 6 epizod |
| 2010      | Cops L.A.C.                                  | Tom O'Neill                       | série 1, epizoda 1: „The Learning Curve” |
| 2011      | Underbelly Files: Tell Them Lucifer was Here | Zástupce komisaře Graham Sinclair | TV film |
| 2011      | Čas zabíjet                                  | Tim Watson-Munro                  | 5 epizod |
| 2011      | Twentysomething                              | Trevor                            | série 1, epizoda 6 |
| 2012–2017 | Drsný šerif                                  | šerif Walt Longmire               | TV seriál, hlavní role |
| 2013      | Mr & Mrs Murder                              | Alistair Travers                  | série 1, epizoda 8: „A Flare for Murder” |
| 2016      | Vlčí Zátoka                                  | Roland Thorogood                  | série 1, epizoda 1: „Billabong” |
| 2019      | Dolly Parton: Hra na city                    | Reverend Covern                   | 1 epizoda |
| 2021      | The Newsreader                               | Geoff Walters                     | 6 epizod |
| 2024      | Apples Never Fall                            | William                           | epizoda 7: „Joy” |